# Sympycnus nigricoxa
Sympycnus nigricoxa är en tvåvingeart som beskrevs av Becker 1922. Sympycnus nigricoxa ingår i släktet Sympycnus och familjen styltflugor. Inga underarter finns listade i Catalogue of Life.